# Filao
Casuarina equisetifolia
Espèce
Synonymes
- Casuarina litorea L. var. litorea
- Casuarina littorea Rumph

Le filao, ou filao à feuilles de prêle ou pin australien (Casuarina equisetifolia), est une espèce de plantes à fleurs dicotylédones famille des Casuarinaceae, originaire d'Asie du Sud-Est et d'Australie. C'est un arbre pouvant atteindre 35 m de haut, au feuillage persistant, au bois très dur, surnommé « bois de fer », qui s'adapte à tous types de sols et est tolérant au sel.

## Description
Le filao peut atteindre plus de trente mètres de hauteur pour les vieux spécimens. Son tronc est droit avec une écorce grise.
Ses jeunes rameaux verts assurent la photosynthèse. Leur morphologie cannelée et filiforme, d'un diamètre de 2 mm et articulés rappellent les prêles, une ressemblance qui lui a valu le nom d'espèce equisetifolia.
Les feuilles sont nombreuses à chaque nœud (phyllotaxie verticillée) mais réduites à des écailles d'un millimètre.
Les chatons femelles sont formés de boules brunes aux aspérités piquantes.
Les fruits ressemblent à des petits cônes de 1 à 2 cm de long. Quand les cônes sont fermés, ils protègent les graines de l'eau car ils sont imperméables. En plus du vent qui dissémine les graines sur des petites distances, les cônes peuvent ainsi se disperser au moyen de l'eau.

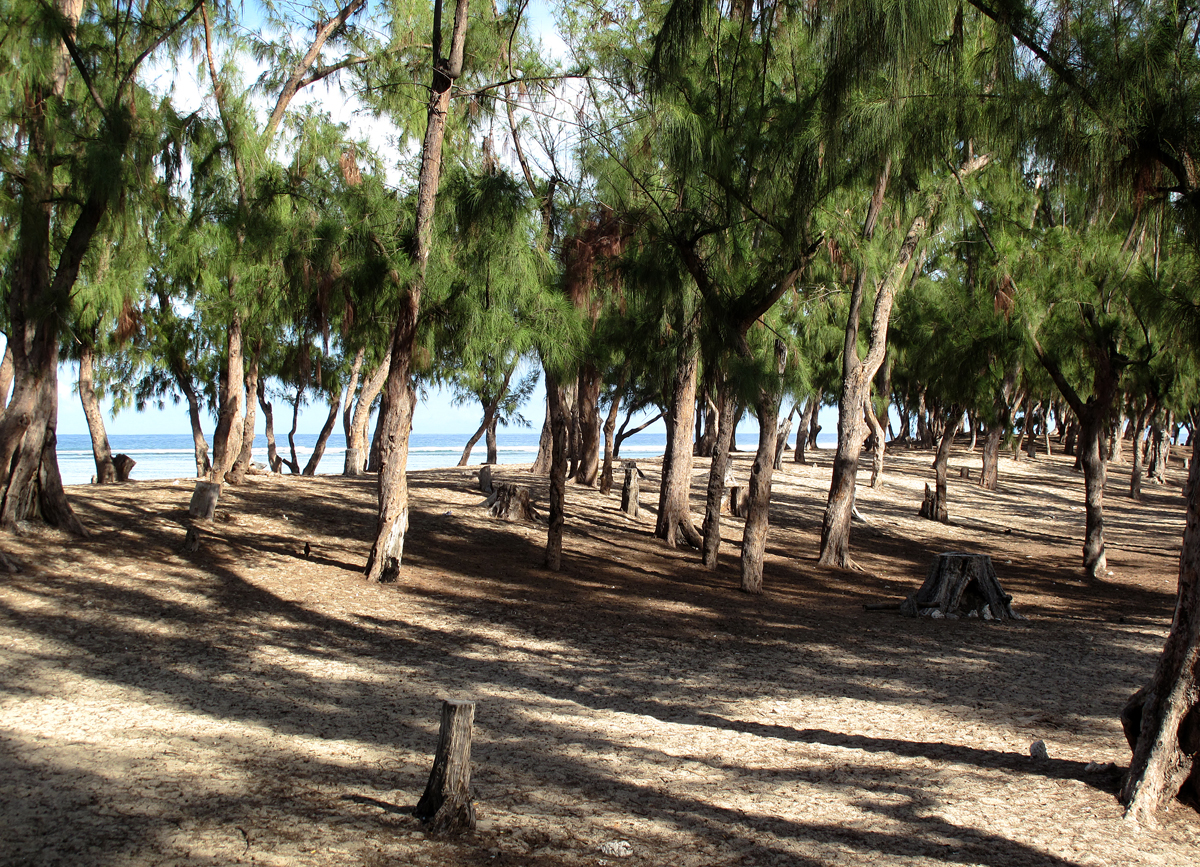
Bois de filaos en arrière-plage à la Réunion.
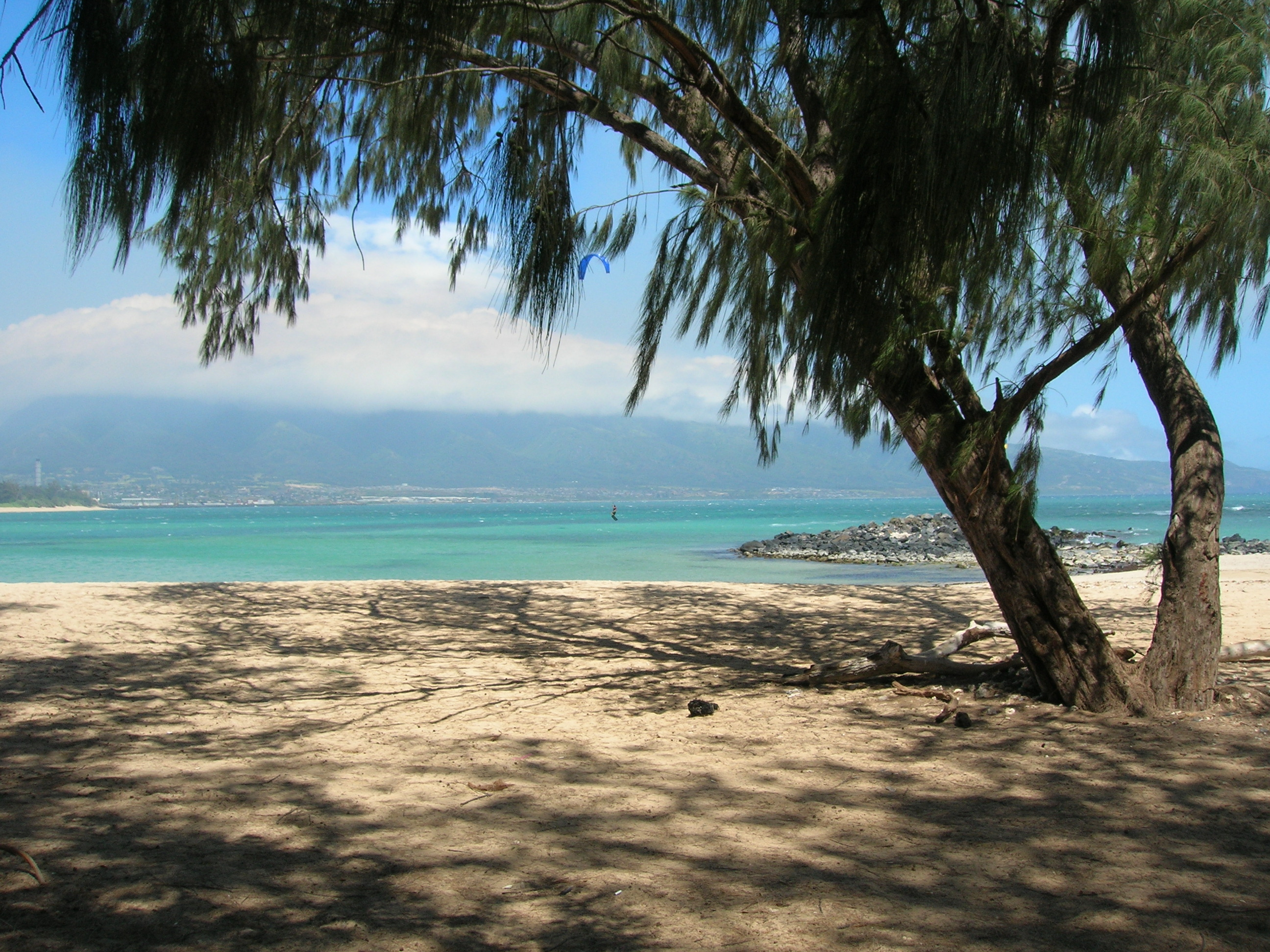
A Hawaii
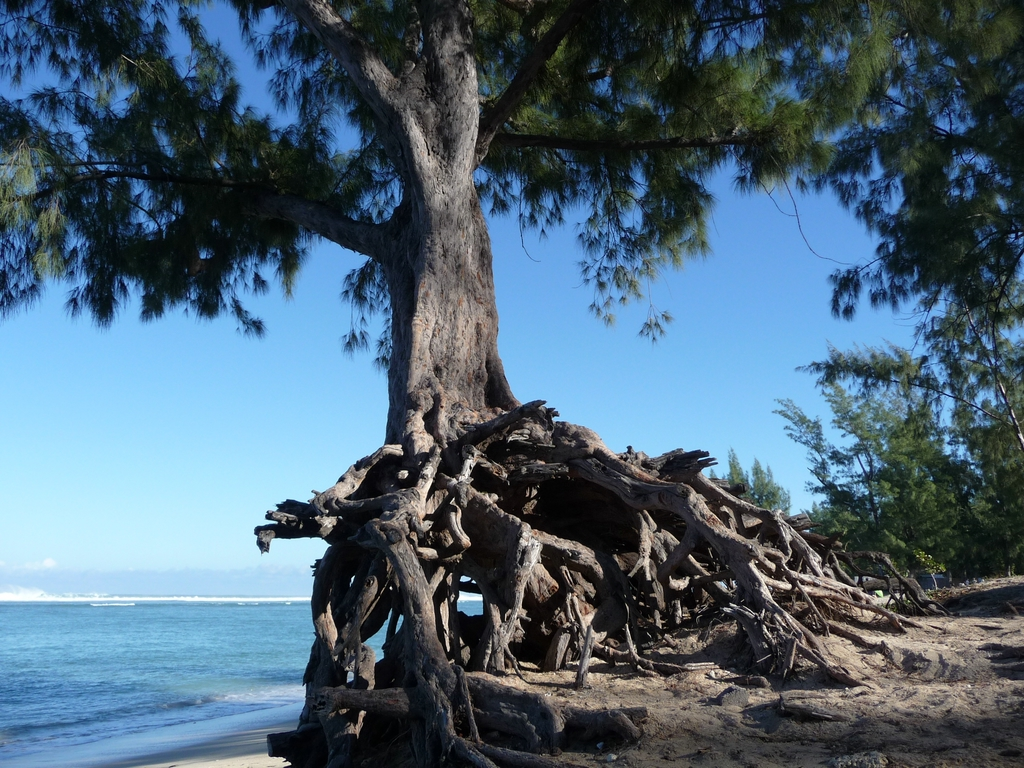
Système racinaire partiellement déchaussé par l'érosion de la plage.

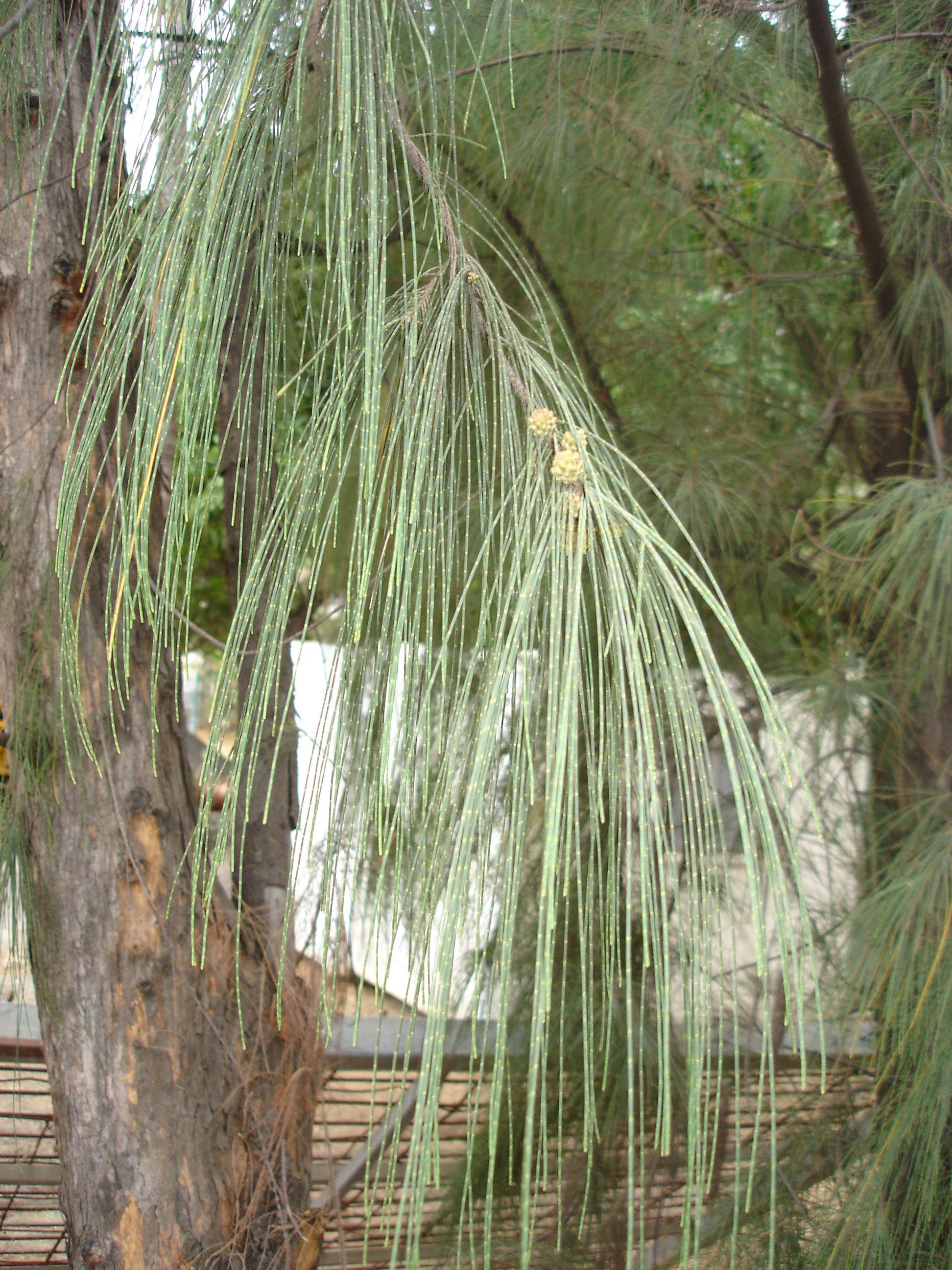
Détail du feuillage.
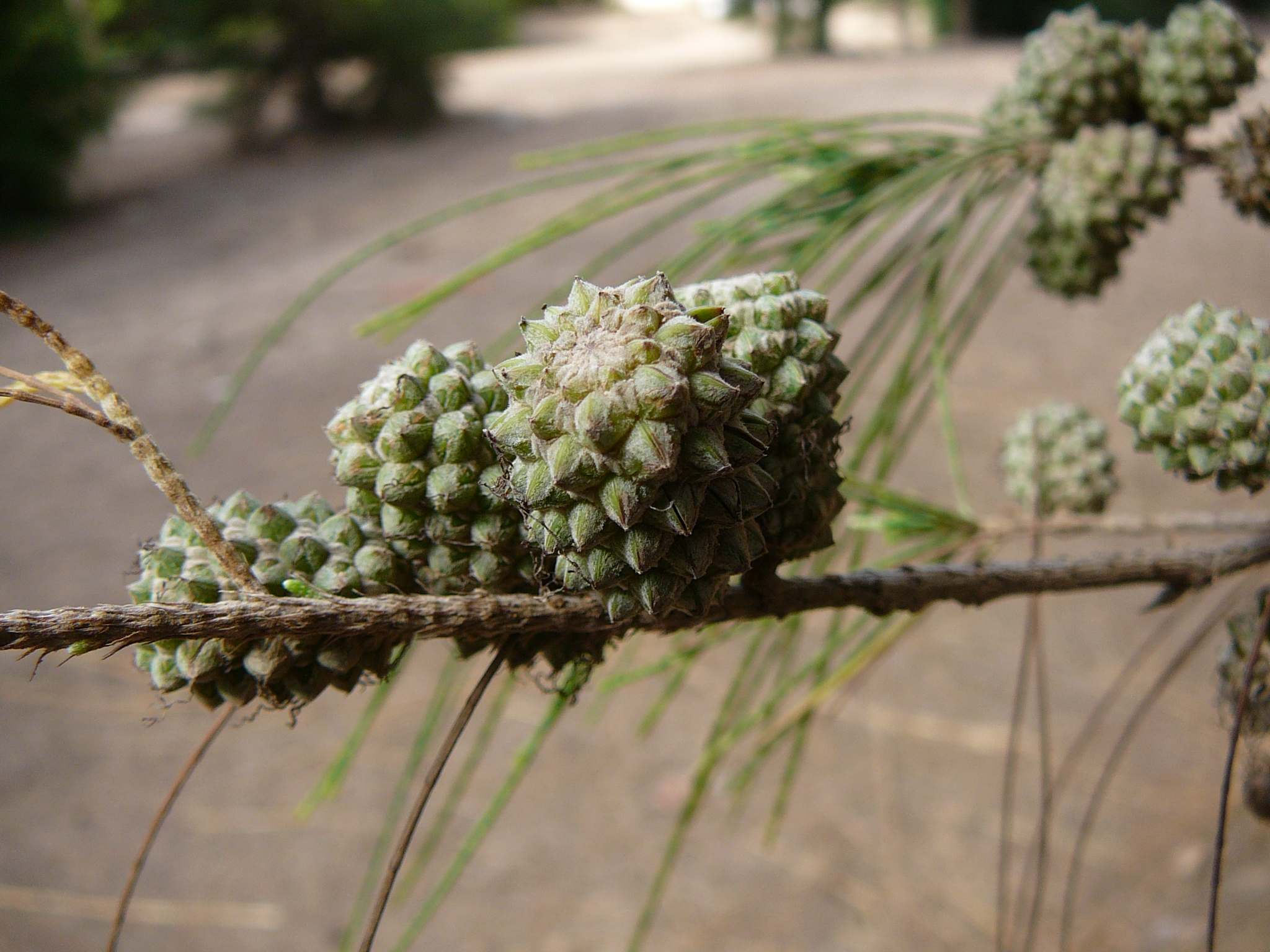
Fruits.
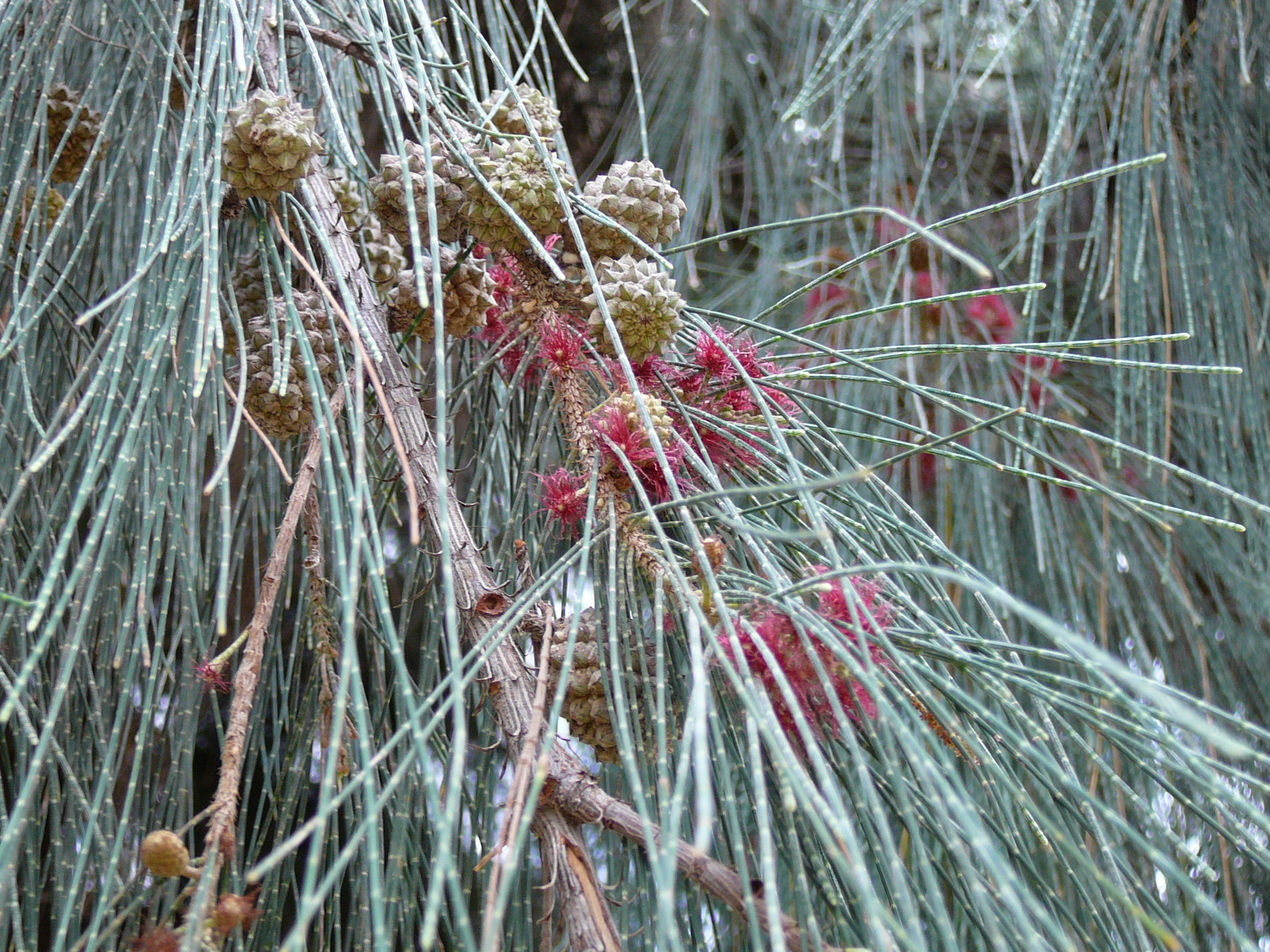
Fleurs, feuilles et fruits.
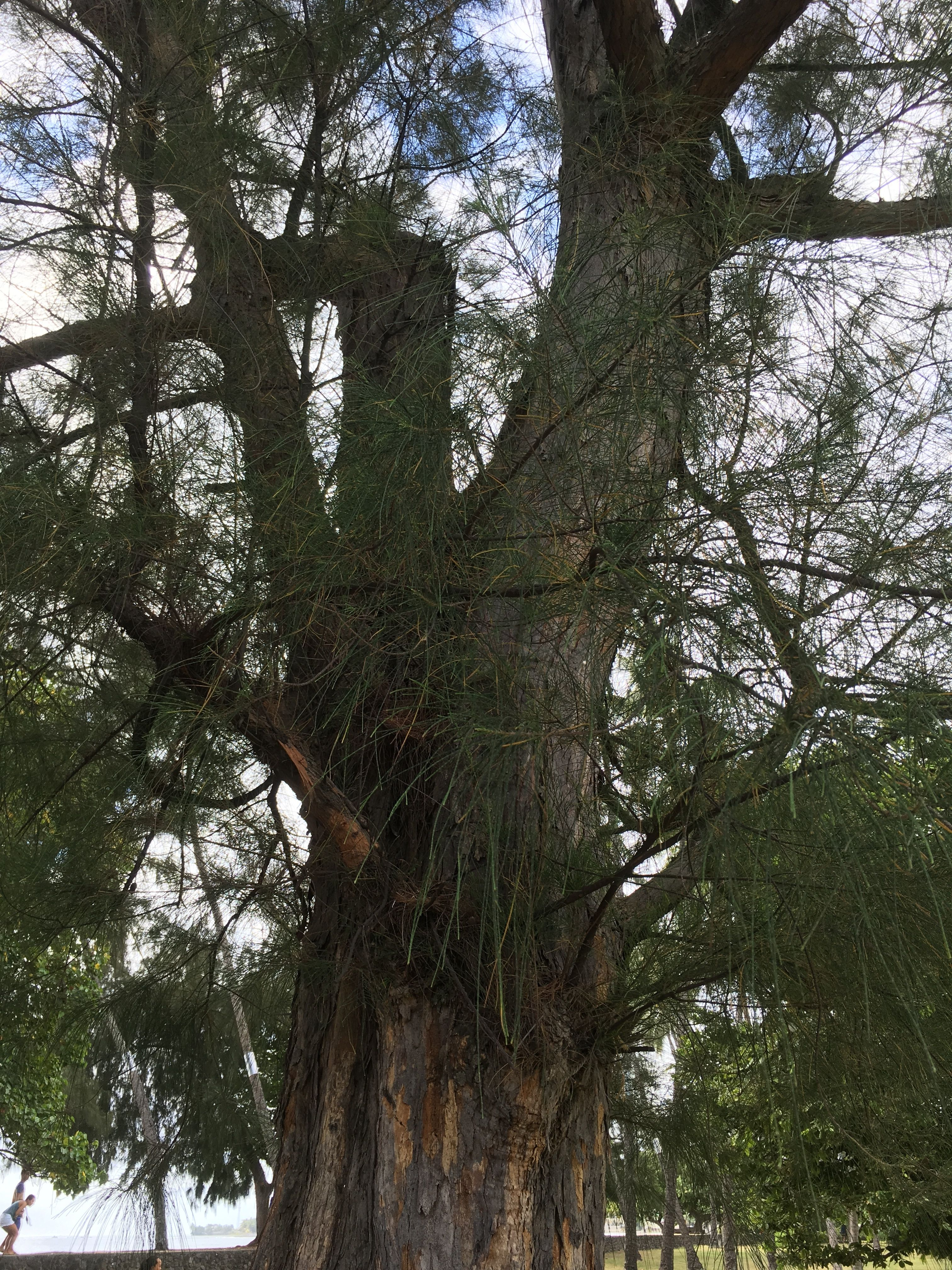
Arbre.
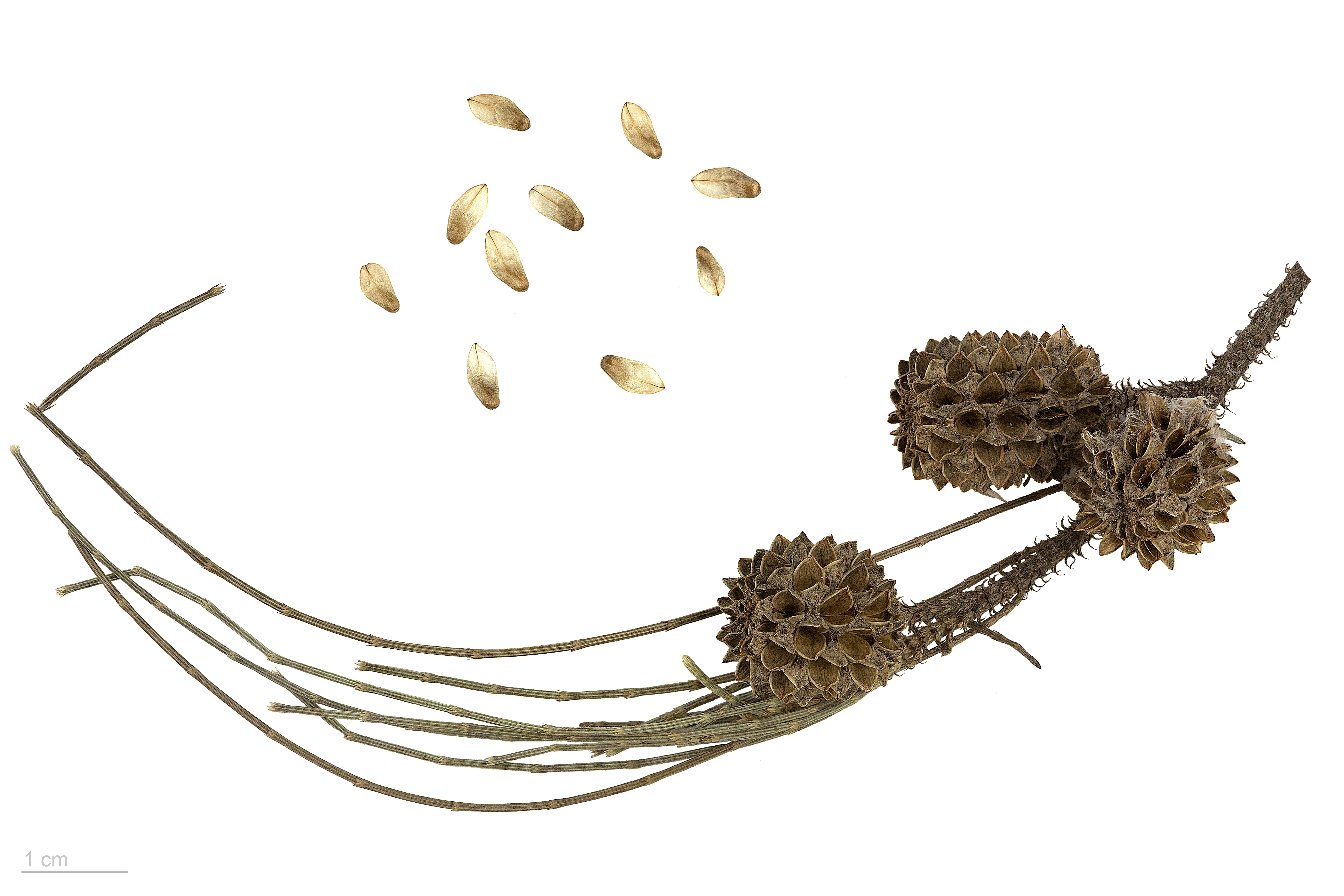
Fruits et graines au Muséum de Toulouse.

## Biologie
Le filao est un arbre pionnier, capable de coloniser des sols très pauvres en éléments minéraux. Dans les zones salines, il évacue le surplus salé par ses feuilles rendant le sol à son pied infertile pour les autres espèces.
Il peut être fortement taillé sans souffrir. Au Sénégal, des arbres coupés en haut du tronc se sont « reconstitués » en une année[réf. nécessaire].
Casuarina equisetifolia possède dans ses racines des nodules fixateurs d'azote (actinorhizes) qui, en symbiose avec une bactérie du sol (Frankia), assimilent l'azote de l’air.

## Taxinomie
L'espèce Casuarina equisetifolia a été décrite par Linné et publiée sous ce nom en 1759 dans Amoenitates Academicae 4: 143. Un type a été désigné en 1989 par Lawrie Johnson, botaniste australien de Nouvelle-Galles du Sud.
Le nom du genre est inspiré par le casoar, les rameaux très fins évoquant le plumage particulier de cet oiseau.
L'épithète spécifique, equisetifolia, dérivé du latin botanique equisetum, qui est le nom générique des prêles, la disposition des rameaux évoquant le port des prêles.
Cette plante a de nombreux noms vernaculaires. On peut citer, en français, bois de fer, filao, pin d'Australie, fialo, pitch pin,.
On a décrit deux sous-espèces, :
- Casuarina equisetifolia subsp. equisetifolia. Grand arbre pouvant atteindre 35 m de haut, rameaux de 0,5 à 0,7 mm de diamètre, glabres. Asie du Sud-Est, Nord de l'Australie[8].
- Casuarina equisetifolia subsp. incana (Benth.) L.A.S.Johnson. Petit arbre pouvant atteindre 12 m d haut, rameaux de 0,7 à 1 mm de diamètre, duveteux. Est de l'Australie (Est du Queensland, Nouvelle-Galles du Sud), Nouvelle-Calédonie, Sud du Vanuatu[9].

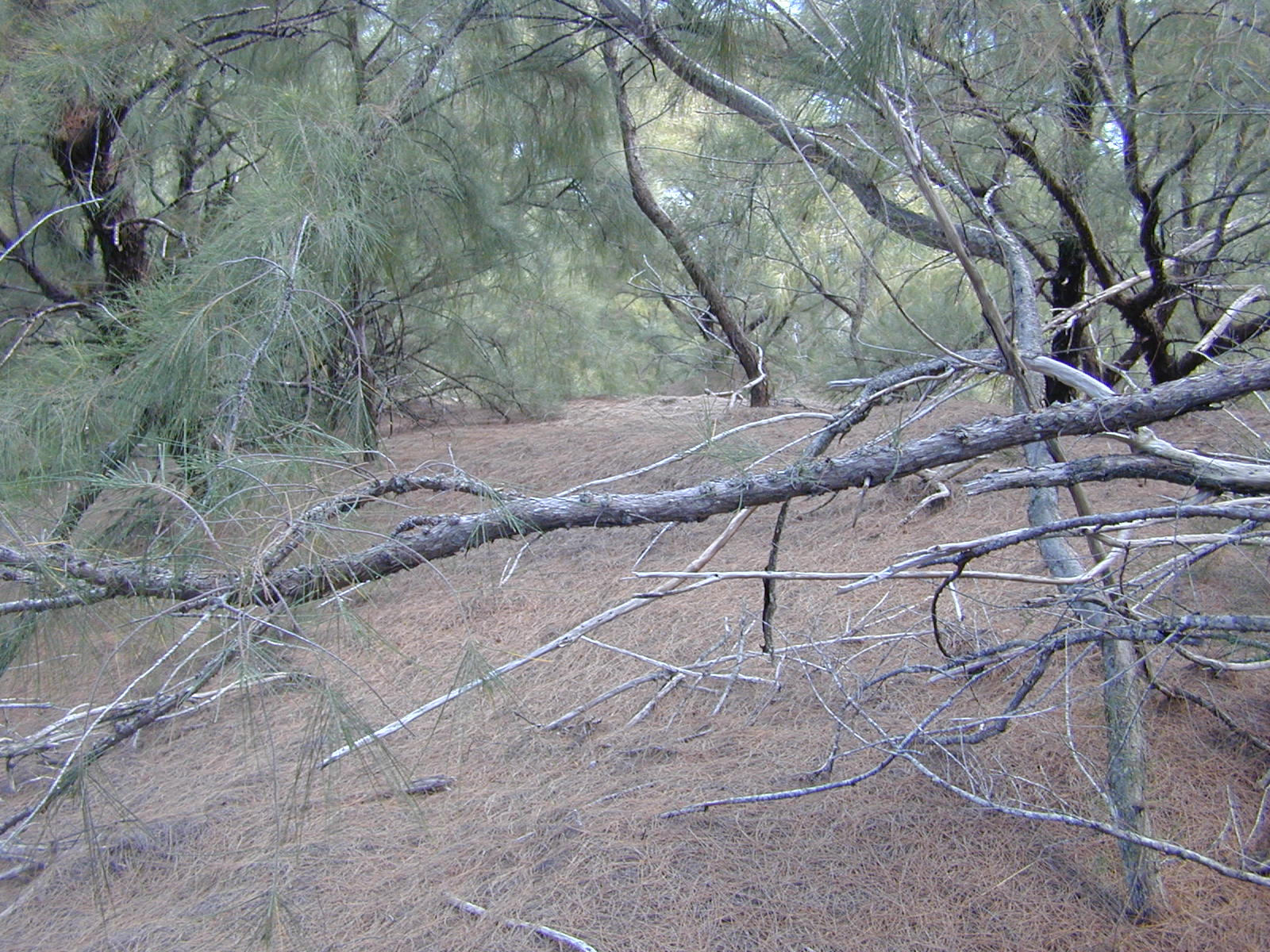
La litière de feuilles de Casuarina equisetifolia inhibe la germination des plantes de sous-bois par des moyens biochimiques ou allélopathiques. C'est une des raisons pour lesquelles cette espèce envahissante peut être dommageable en dehors de son aire de répartition originelle.

### Liste des sous-espèces
Selon World Checklist of Selected Plant Families (WCSP) (15 janvier 2017) :
- sous-espèce Casuarina equisetifolia subsp. equisetifolia
- sous-espèce Casuarina equisetifolia subsp. incana (Benth.) L.A.S.Johnson (1982)

### Liste des sous-espèces et variétés
Selon Tropicos (15 janvier 2017) (Attention liste brute contenant possiblement des synonymes) :
- sous-espèce Casuarina equisetifolia subsp. equisetifolia
- sous-espèce Casuarina equisetifolia subsp. incana (Benth.) L.A.S. Johnson
- variété Casuarina equisetifolia var. equisetifolia
- variété Casuarina equisetifolia var. incana Benth.
- variété Casuarina equisetifolia var. microcarpa F. Muell.
- variété Casuarina equisetifolia var. souderi Fosberg

### Synonymes
Selon The Plant List (15 janvier 2017) :
- Casuarina africana Lour.
- Casuarina brunoniana Miq.
- Casuarina excelsa Dehnh. ex Miq.
- Casuarina indica Pers.
- Casuarina lateriflora Poir.
- Casuarina littorea Oken
- Casuarina mertensiana Rupr. ex Miq.
- Casuarina repens Hoffmanns.
- Casuarina sparsa Tausch
- Casuarina truncata Willd.

## Distribution et habitat
L'aire de répartition originelle de Casuarina equisetifolia subsp. equisetifolia s'étend principalement sur les côtes de l'Australie, depuis le nord du Queensland et du Territoire du Nord, et celles du Sud-Est asiatique, dans toute la péninsule malaise jusqu'à l'isthme de Kra en Thaïlande et dans les zones côtières adjacentes de la mer d'Andaman dans le sud de la Birmanie, qui est le point le plus occidental de son aire de répartition. À l'est, son aire naturelle s'étend de la Mélanésie (notamment la Nouvelle-Calédonie) jusqu'à la Polynésie. Cette répartition couvre une bande de 40 degrés entre les 20° de latitude nord et les 20° de latitude sud.
La sous-espèce incana a une distribution beaucoup plus restreinte, qui s'étend sur le littoral de l'Australie, depuis le nord du Queensland jusqu'au centre de la Nouvelle-Galles du Sud (on le rencontre vers le sud jusqu'à Laurieton), ainsi qu'au Vanuatu et en Nouvelle-Calédonie.
Casuarina equisetifolia est le plus souvent confiné à une étroite bande littorale sur les côtes sablonneuses, se prolongeant rarement vers l'intérieur des terres. Cette espèce est souvent à la limite de la végétation dunaire soumise aux embruns salés et parfois submergée par l'eau de mer lors des grandes marées.
C'est parfois la seule espèce ligneuse capable de pousser dans les zones de végétation dunaire à dominante de graminées et de dicotylédones tolérantes au sel. On peut aussi rencontrer cet arbre dans une association végétale plus riche d'arbres et arbustes collectivement appelée « flore littorale indo-pacifique ».
Casuarina equisetifolia a été introduite dans plus de soixante pays et s'est souvent naturalisée dans de nombreux pays tropicaux et subtropicaux, où cette espèce est souvent devenue un trait caractéristique du paysage littoral.
C'est notamment le cas des Antilles, du Mexique, de l'Amérique du Sud, de l'Afrique occidentale et orientale, et d'autres régions asiatiques (comme l'Indonésie). Il est présent le long des plages de l'île Maurice, où il a été introduit par l'abbé Rochon au XVIIIe siècle[réf. nécessaire]. Des plantations importantes ont été réalisées notamment en Chine, en Inde, en Thaïlande, au Viêt Nam, à Cuba, à Porto Rico, au Kenya et dans de nombreux pays d'Afrique.
Le filao est présent également sur les côtes d'Indonésie, des îles du Pacifique et des Mascareignes. On le trouve aussi au Sénégal, notamment en bord de mer.
La bande de filaos du Sénégal s'étend sur le littoral de la grande côte de Dakar à Saint-Louis. Cette bande a une longueur de 150 km, une largeur moyenne de 400 m avec des intervalles réguliers non plantés suivant la longueur et la largeur et se trouve à 100 m de la mer. Elle est une forêt classée et surveillée par les gardes forestiers des Eaux et Forêts.
La bande de filaos joue plusieurs rôles. Un premier rôle de fixer les dunes pour éviter l'érosion côtière due à la mer et au vent. La bande de filaos permet d'enrichir le sol pauvre en matières organiques. Cette enrichissement du sol a permis le développement de plusieurs espèces d'herbes sauvages et d'insectes et rend le sol très favorable à la culture maraîchère. Cependant, elle abrite parmi les plus grandes plantations de maraîchage au Sénégal. Les arbres de filaos constituent un lieu de vie des mammifères qui sont devenus rares au Sénégal tels que les chacals, les singes et plusieurs espèces d'oiseaux. La bande de filaos est un lieu de production de grande quantité de tourbe et de la paille de filao qui est exploitée et transportée chaque jour par des charretiers à l'intérieur de la bande et des camions hors la bande.  C'est un lieu de procuration de bois. L'exploitation du bois est interdite mais des traces de coupe de bois massif sont présentes. Les agents des Eaux et Forêts ne s'attaquent pas à ceux qui coupent les arbres morts.
La bande de filaos de la banlieue de Dakar est presque totalement éliminée durant la décennie précédente et est remplacée par des  lotissement et des bâtiments d'administration tels que le nouveau palais de justice de pikine Guédiawaye et la gare du Bus Rapid Transit BRT. L'exploitation du sable marin par des camions et les charrettes est la plus grande menace de cette magnifique bande écologique. 
Aux États-Unis, où la première introduction date d'avant 1825, la plante s'est naturalisée au début du XXe siècle et les ouragans de 1960 et 1965 aurait facilité son expansion dans les Everglades et en Floride. Le filao prospère aussi aux île Hawaï où son introduction daterait de 1882.

### Caractère envahissant
Le filao est considéré comme une plante envahissante dans certaines régions du monde, en particulier en Floride, en Afrique du Sud et aux Bahamas.

## Maladies et parasites
Plusieurs maladies fongiques sont susceptibles d'affecter Casuarina equisetifolia. L'une des plus graves est la rouille vésiculeuse de l'écorce. Les arbres infectés meurent rapidement après avoir présenté des symptômes de flétrissement foliaire et de fissuration de l'écorce sur laquelle apparaissent des vésicules enfermant une masse de spores noires pulvérulentes. L'agent pathogène est un champignon ascomycète, Trichosporum vesiculosum (syn. : Subramanianospora vesiculosa). La maladie a été signalée pour la première fois en Inde, dans l'État d'Odisha (Orissa). Elle a ensuite été signalée dans tous les États de la péninsule indienne, au Sri Lanka, à l'île Maurice et en Indonésie, en Thaïlande, au Viêt Nam.
Rhizoctonia solani (syn. : Thanatephorus cucumeris) entraine de fortes mortalité dans les pépinières en Inde.
Le flétrissement bactérien, dû à Pseudomonas solanacearum (syn. : Ralstonia solanacearum), provoque le jaunissement du feuillage et le flétrissement, entraînant la mort de l'arbre. On l'a signalé en Chine et en Inde.
Parmi les autres maladies, on peut citer le chancre de la tige et le dépérissement terminal, causés par Phomopsis casuarinae et Botryosphaeria ribis, et la maladie rose due à Corticium salmonicolor (syn. : Phanerochaete salmonicolor). La pourriture brune causée par Phellinus noxius provoque le déclin des arbres à Taïwan.
Il est menacé à La Réunion en raison du coléoptère longicorne Coelosterna scabrator.

## Utilisation et symbolique

### Artisanat traditionnel
En Polynésie française, on peut trouver le filao (ou pin australien) sous le nom de aito ou toà, son bois très dur sert à fabriquer tiki, casse-têtes, javelots, hameçons, et battoirs à tapa. Il est aujourd'hui très utilisé comme combustible ou charbon de bois pour les fours polynésiens ou la marche sur le feu. Les statuettes emblèmes du dieu 'Oro, dieu invoqué en temps de guerre, étaient confectionnées en aito. Les cônes sont utilisés comme perles en bijouterie.
Aux Antilles et en Polynésie française, on l'utilise souvent comme arbre de Noël.
En Nouvelle-Calédonie, dans les tribus kanak, son bois était utilisé pour fabriquer des armes telles que des massues. Cette espèce est un symbole de parole ; avec le vent, les ramilles feraient entendre la voix des ancêtres.

### Fixation des dunes
Le filao est très abondamment planté pour stabiliser les zones côtières avec des sols sablonneux. Ainsi, il est souvent utilisé pour fixer les dunes de sable et faire barrière au vent en reboisant les zones littoral où peu d'espèces survivent aux conditions difficiles : par exemple, près de 10 000 hectares de filaos ont été plantés sur le littoral sénégalais depuis 1948.

### Traitement des eaux usées
Le Casuarina est également utilisé pour son potentiel de réhabilitation des eaux usées par les colorants textiles. Les feuilles de Casuarina se sont avérées utiles comme matériau adsorbant pour éliminer les colorants textiles des teintures tels que l'orange G, la rhodamine B, le bleu de méthylène, le vert malachite et le violet de méthyle 2b. De même, le cône séché de Casuarina serait également capable d'éliminer la rhodamine B et le violet de méthyle 2b. L'écorce de Casuarina pourrait éliminer le bleu de méthylène. Même la graine de Casuarina s'est également révélée utile pour éliminer le colorant du rouge neutre et du vert malachite. Le carbone dérivé des cônes de Casuarina s'est avéré être un bon adsorbant pour le lixiviat de décharge et pour les ions cuivre des solutions aqueuses[réf. nécessaire].